# Corte de Constitucionalidad de Guatemala
La Corte de Constitucionalidad (CC) (oficialmente La Honorable Corte de Constitucionalidad de la República de Guatemala) es el tribunal permanente de jurisdicción privativa, cuya función esencial es la defensa del orden constitucional. Además actúa como Tribunal Extraordinario de Amparo.
La Corte de Constitucionalidad actúa como tribunal colegiado independiente de los demás Organismos del Estado y ejerce funciones específicas que le establece la Constitución Política de la República, la Ley de Amparo, Exhibición Personal y de Constitucionalidad y demás leyes constitucionales.  La independencia económica es garantizada con un porcentaje de los ingresos que correspondan al Organismo Judicial.

## Historia
Las primeras ponencias sobre la creación del  “Tribunal de Control Constitucional” y del “Proyecto de Ley de Control de La Inconstitucionalidad” se presentaron para su discusión al seno del III Congreso Jurídico Guatemalteco, celebrado en la ciudad de Guatemala en septiembre de 1964.  Inspirados en la experiencia judicial guatemalteca y fundamentalmente en la estructura del Tribunal Constitucional de la República Federal, siguiendo las orientaciones del sistema austriaco preconizado por el jurista Hans Kelsen. No obstante, la poca experiencia que, sobre la materia se tenía en Guatemala, las leyes representan el antecedente doctrinal inmediato de la incorporación en el orden constitucional guatemalteco de una Corte permanente y autónoma, con la facultad específica de examinar la conformidad de las disposiciones legislativas con los preceptos básicos de la Constitución.
La Asamblea Nacional Constituyente incorporó, en la Constitución Política de la República de Guatemala de 1965, el Tribunal Constitucional con el nombre de Corte de Constitucionalidad, dotándole de carácter transitorio y no autónomo, integrado por 12 magistrados, incluyendo al Presidente de la Corte Suprema de Justicia, quien lo presidía, 4 magistrados de la misma y los 7 restantes por sorteo global que se practicaba entre los magistrados de las Cortes de Apelaciones y de lo Contencioso-Administrativo.

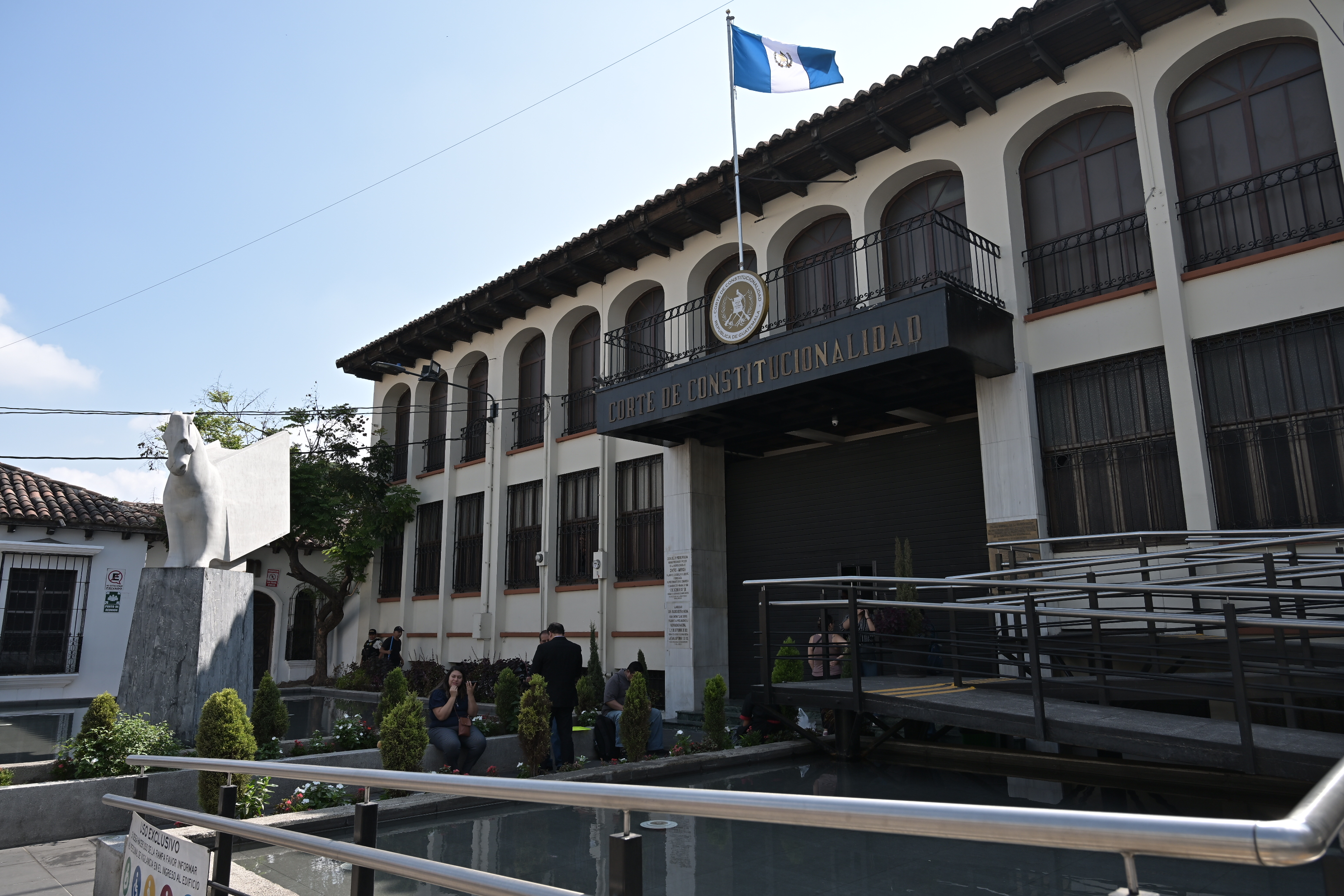
Edificio de la Corte Constitucionalidad

En 1982, como resultado del golpe de Estado, el Ejército de Guatemala asumió el gobierno de la república y suspendió la vigencia de la Constitución de 1965; por medio del Decreto-Ley número 2-82 emitió el Estatuto Fundamental de Gobierno.
Posteriormente, para restablecer el orden constitucional, se conformó una Asamblea Nacional Constituyente y se convocó a elecciones libres y democráticas. Dentro de dicha Asamblea, se conformaron 3 comisiones de trabajo y una de ellas encargada específicamente de discutir en forma jurídica las garantías constitucionales y la defensa del orden constitucional. En cumplimiento de lo anterior era de suma importancia investigar el pasado jurídico-político, con relación a la defensa de la Constitución y así elaborar no sólo la Ley de Amparo, Exhibición Personal y de Constitucionalidad sino además, el desarrollar el capítulo VII de la Constitución.
La Constitución Política de la República de Guatemala fue promulgada por la Asamblea Nacional Constituyente en 1985 y contempla dentro del capítulo VI relativo a Garantías Constitucionales y Defensa del Orden Constitucional, los temas 
- Inconstitucionalidad de las Leyes;
- Corte de Constitucionalidad;
- Comisión y Procurador de los Derechos Humanos;
- Ley de Amparo, Exhibición Personal y de Constitucionalidad

La Asamblea Nacional Constituyente también promulgó la Ley de Amparo, Exhibición Personal y de Constitucionalidad; que junto a la Constitución Política de la República de Guatemala, con origen a la Corte de Constitucionalidad. De esta forma, y no obstante que la instalación de la Corte debió llevarse a cabo 90 días después del Congreso de la República, conforme al artículo 269 de la Constitución, esta quedó instaurada hasta el 9 de junio de 1986, durante el gobierno del Lic. Vinicio Cerezo.

## Funciones
Según el artículo 272 de la Constitución Política de la República de Guatemala, establece que Corte de Constitucionalidad tiene las siguientes funciones:
a) Conocer en única instancia de las impugnaciones interpuestas contra leyes o disposiciones de carácter general, objetadas parcial o totalmente de  inconstitucionalidad;
b) Conocer en única instancia en calidad de Tribunal Extraordinario de Amparo en las acciones de amparo interpuestas en contra del Congreso de la República de Guatemala, la Corte Suprema de Justicia, el Presidente de la República de Guatemala y el Vicepresidente de la República de Guatemala;
c) Conocer en apelación de todos los amparos interpuestos ante cualquiera de los tribunales de justicia.  Si la apelación fuere en contra de una resolución de amparo de la Corte Suprema de Justicia, la Corte de Constitucionalidad se ampliará con dos vocales en la forma prevista en el artículo 269 de la Constitución;
d) Conocer en apelación de todas las impugnaciones en contra de las leyes objetadas de inconstitucionalidad en casos concretos, en cualquier juicio, en casación, o en los casos contemplados por la Ley de la Materia;
e) Emitir opinión sobre la constitucionalidad de los tratados, convenios y proyectos de ley, a solicitud de cualquiera de los Organismos del Estado;
f) Conocer y resolver lo relativo a cualquier conflicto de jurisdicción en materia de constitucionalidad;
g) Compilar la doctrina y principios constitucionales que se vayan sentando con motivo de las resoluciones de amparo y de inconstitucionalidad de las leyes, manteniendo al día el boletín o gaceta jurisprudencial;
h) Emitir opinión sobre la inconstitucionalidad de las leyes vetadas por el Ejecutivo alegando inconstitucionalidad;
i) Actuar, opinar, dictaminar o conocer de aquellos asuntos de su competencia establecidos en la Constitución Política de la República.
- Según la Ley de Amparo, Exhibición Personal y de Constitucionalidad, establecida en la Constitución, relata en el artículo 164 de la misma Carta Magna, que son otras funciones de la Corte de Constitucionalidad las siguientes:

a) Dictaminar sobre la reforma a las leyes constitucionales previamente a su aprobación por parte del Congreso de la República.
b) Emitir opinión sobre la constitucionalidad de los proyectos de ley a solicitud del Congreso de la República.
c) Conocer de las cuestiones de competencia entre los organismos y entidades autónomas del Estado.

## Competencia
En materia de amparo, la corte tiene competencia en única instancia en los recursos interpuestos en contra de:
1. El Pleno, la Junta Directiva, su Presidente, la Comisión Permanente, Bloques Legislativos, Comisiones de Trabajo y cada uno de los diputados del Congreso de la República.
2. La Corte Suprema de Justicia, su Presidente, sus Cámaras, así como cada uno de los Magistrados que la integran.
3. El Presidente y el Vicepresidente de la República

## Integración y composición

### Integración
Según el artículo 269 de la Constitución, la Corte de Constitucionalidad se integra con diez magistrados titulares, cada uno de los cuales tendrá su respectivo suplente. Cuando conozca de asuntos de inconstitucionalidad en contra de la Corte Suprema de Justicia, el Congreso de la República, el presidente o el vicepresidente de la República, el número de sus integrantes se elevará a siete, escogiéndose los otros dos magistrados por sorteo de entre los suplentes. Los magistrados durarán en sus funciones cinco años y serán designados en la siguiente forma:
1. Un magistrado por el Pleno de la Corte Suprema de Justicia;
2. Un magistrado por el Pleno del Congreso de la República de Guatemala;
3. Un magistrado por el Presidente de la República de Guatemala, Vicepresidente de la República de Guatemala en Consejo de Ministros;
4. Un magistrado por el Consejo Superior Universitario de la Universidad de San Carlos de Guatemala; y
5. Un magistrado por la Asamblea del Colegio de Abogados y Notarios de Guatemala.
Simultáneamente con la designación del titular, se hará la del respectivo suplente, ante el Congreso de la República de Guatemala.

### Requisitos
De conformidad con lo establecido en el artículo 270 de la Constitución, para ser magistrado de este tribunal, se deben llenar los siguientes requisitos.
1. Ser guatemalteco de origen;
2. Ser abogado colegiado;
3. Ser de reconocida honorabilidad; y
4. Tener por lo menos quince años de graduación profesional.

### Composición
| Magistrado | Magistrado                       | Cargo               | Período   | Designado por                                                               |
| ---------- | -------------------------------- | ------------------- | --------- | --------------------------------------------------------------------------- |
|            | Héctor Hugo Pérez Aguilera       | Magistrado Titular  | 2021-2026 | Consejo Universitario Superior de la Universidad de San Carlos de Guatemala |
|            | Néster Mauricio Vásquez Pimentel | Magistrado Titular  | 2021-2026 | Asamblea General del Colegio de Abogados y Notarios de Guatemala            |
|            | Leyla Susana Lemus Arriaga       | Magistrada Titular  | 2021-2026 | Presidente de la República de Guatemala en Consejo de Ministros             |
|            | Roberto Molina Barreto           | Magistrado Titular  | 2021-2026 | Pleno de la Corte Suprema de Justicia                                       |
|            | Dina Josefina Ochoa Escribá      | Magistrada Titular  | 2021-2026 | Pleno del Congreso de la República de Guatemala                             |
|            | Rony Eulalio López Contreras     | Magistrado Suplente | 2021-2026 | Consejo Universitario Superior de la Universidad de San Carlos de Guatemala |
|            | Claudia Elizabeth Paniagua Pérez | Magistrada Suplente | 2021-2026 | Asamblea General del Colegio de Abogados y Notarios de Guatemala            |
|            | Juan José Samayoa Villatoro      | Magistrado Suplente | 2021-2026 | Presidente de la República de Guatemala en Consejo de Ministros             |
|            | Walter Jiménez Texaj             | Magistrado Suplente | 2021-2026 | Pleno de la Corte Suprema de Justicia                                       |
|            | Luis Alfonso Rosales Marroquín   | Magistrado Suplente | 2021-2026 | Pleno del Congreso de la República de Guatemala                             |

## Presidencia de la Corte de Constitucionalidad
La Presidencia de la Corte de Constitucionalidad será desempeñada por los mismos magistrados titulares que la integran, en forma rotativa, en período de un año, comenzando por el de mayor edad y siguiendo en orden descendente de edades. Su período empezará el 14 de abril del año en que fue designado y terminará el mismo 14 de abril del próximo año, según en el cual fue designado.

### Presidentes de la Corte de Constitucionalidad
Para poder observar el listado de quienes ha sido Presidentes de la Corte de Constitucionalidad, a partir del 14 de abril de 1987 hasta la fecha actual, por favor observar Presidentes de la Corte de Constitucionalidad.

## Función
La Corte de Constitucionalidad al igual que el Organismo Judicial, tiene dos funciones que son:

### Función judicial
- Presidencia

- Magistraturas.
- Secretaría General.
- Secciones Penal, Laboral, Tributaria y Familia.
- Unidad de Gaceta y Jurisprudencia.

### Función administrativa
- Auditoría Interna.
- Dirección Financiera.
- Dirección Administrativa.
- Unidad de Informática.
- Dirección de Recursos Humanos.
- Unidad de Servicios Generales.
- Unidad de Seguridad.
- Unidad de Información Pública.

## Presupuesto
Es atribución de la Corte de Constitucionalidad formular su propio presupuesto; y con base en la disposición contenida en el artículo 268 de la Constitución política de la república de Guatemala, se le asignará una cantidad no menor del cinco por ciento del mínimo del dos por ciento del presupuesto de ingresos del Estado que correspondan al Organismo Judicial, cantidad que deberá entregarse a la Tesorería de la Corte de Constitucionalidad cada mes en forma proporcional y anticipada por el órgano que corresponda.
Son fondos privativos de la Corte de Constitucionalidad los derivados de la administración de justicia constitucional y a ella corresponde su administración e inversión. Las multas que se impongan con motivo de la aplicación de esta ley ingresarán a los fondos privativos de la Corte de Constitucionalidad.